# Brisbane (Kalifornien)
Brisbane ist eine Stadt im San Mateo County im US-Bundesstaat Kalifornien mit 4851 Einwohnern (Stand: 2020). Sie liegt im Süden San Franciscos und nördlich des San Francisco International Airport am Fuß des San Bruno Mountain.

## Geschichte
Infolge der Landung spanischer Missionare in der Bucht von San Francisco wurde das Land als Rancho Cañada de Guadalupe la Visitación y Rodeo Viejo an Jacob Primer Leese, einem Händler aus Ohio, übergeben. Das heutige Brisbane hieß zunächst Visitacion City und wurde erst nach 1920 durch Arthur Annis auf seinen heutigen Namen umgetauft.
Ein zwischenzeitlicher Teilabriss der Stadt für eine bessere Anbindung San Franciscos durch die Southern Pacific Railroad wurde durch die Unsicherheit nach der Finanzkrise 1907 auf Jahre nicht erneuert.